# 方国珍
方国珍（1319年—1374年5月8日），名珍，字国珍，又作谷珍，以字行，後改谷贞，又作谷真，元朝江浙行省台州路黄岩县人，元末民变领袖之一，最先起兵抗元。

## 生平
方国珍長得眼大身長。一天，达识铁木儿招降方国珍。次年四月，泰不华整顿军马，方国珍起疑，再次反元，杀泰不华。六月占领黄岩城。
其后方国珍一度行贿元中书省，获得喘息之机。至正十四年（1354年）九月，方国珍占领台州，次年又占温州、庆元，再次接受招安，任海道运粮万户，移驻庆元，成为浙东霸主。方不愿参与中原争霸，而在浙东兴建儒学、水利，并严格执法，决意保境安民。
至正十六年（1356年），张士诚渡江南下占据苏州，图谋入侵浙东。方被元朝任命为江浙行省参知政事，发兵征伐张士诚，进军昆山、太仓。方连战连捷，逼迫张士诚投降元朝，元廷加封方为太尉、江浙行省左丞相，赐衢国公印，以节钺守浙东。
至正十八年（1358年）十二月，朱元璋派军下衢州、婺州，招谕方国珍，次年三月，方献土投降，被任命为福建行省平章政事，方虽接受平章印信，但是拒不赴任，十月，方又接受元廷江浙行省平章政事之职，继续为元廷海运漕粮。朱元璋派人遣书，数方十二罪，二人交恶。
至正二十二年（1362年），方与扩廓帖木儿和福建陈友定结盟共抗朱元璋。同年朱元璋大将胡大海被其部将苖軍劉震蔣英等于婺州刺杀，刘、蒋持胡大海首级來投方国珍，方麾下衆臣皆贺，獨方国珍不許，曰“吾昔遣使效錢鏐，言猶在耳，今納其叛人是見小利而忘大信也，且人叛主而歸我，即他日叛我又安可必耶？”于是派前其兄领兵攻击叛军，作战中其兄中流矢阵亡。朱元璋深为感动，遣使臨祭，且慰撫其遺孤。
至正二十七年（1367年）九月，朱元璋派遣朱亮祖、汤和、吴祯、廖永忠出兵浙东。十月朱军攻占黄岩、温州，并在曹娥江击溃方水军，方国珍退守舟山，十二月，方被迫率余部投降。方用部下詹鼎之計謀，歸罪於堂侄方明善挑釁朱元璋，方国珍害怕因此罪被殺才起兵抵抗，朱元璋责备其反复无常，将其余部和台州府、县官吏全部迁徙安徽滁州屯田。投降后，为避讳朱元璋之父朱世珍，方国珍改名方谷贞。
明朝洪武二年（1369年），方谷貞被任命为资善大夫、广西左丞相，但不得实官，仅食禄而已，赐第南京。洪武七年三月二十六日（1374年5月8日），卒，终年56岁。葬于南京城东20里玉山之源。太祖亲自设祭，命翰林学士宋濂作《故资善大夫广西等行中书省左丞方公神道碑铭》为祭。
子方禮官至廣洋衛指揮僉事，方關任虎賁衛千戶所鎮撫，方關的弟弟方行字明敏，善詩，曾得宋濂称道。

## 延伸阅读
[在维基数据编辑]
 《國朝獻徵錄·卷之一百十九》，出自焦竑《國朝獻徵錄》
 《明史卷一百二十三》，出自《明史》
 《新元史/卷227》，出自柯劭忞《新元史》